# Tourlaville
Tourlaville foi uma comuna francesa na região administrativa da Normandia, no departamento Mancha. Estendia-se por uma área de 17,19 km². Em 2010 a comuna tinha 15 910 habitantes (densidade: 925,5 hab./km²)..
Em 1 de janeiro de 2016, passou a formar parte da nova comuna de Cherbourg-en-Cotentin.